# فولوديمير سافتشينكو
فولوديمير سافتشينكو (بالأوكرانية: Володимир Миколайович Савченко)‏ هو لاعب كرة قدم أوكراني في مركز حراسة المرمى، ولد في 9 سبتمبر 1973 في دونيتسك في أوكرانيا. شارك مع منتخب أوكرانيا لكرة القدم. أما مع النوادي، فقد لعب مع نادي أحمد غروزني ونادي روستوف ونادي سول ونادي ميتاليست خاركيف.

## وصلات خارجية
- فولوديمير سافتشينكو على موقع اتحاد أوكرانيا (الإنجليزية)
- فولوديمير سافتشينكو على موقع دوري كوريا الجنوبية (الإنجليزية)
- فولوديمير سافتشينكو على موقع قاعدة بيانات كرة القدم.إي يو (الإنجليزية)
- فولوديمير سافتشينكو على موقع ناشيونال فوتبول تيمز (الإنجليزية)
- فولوديمير سافتشينكو على موقع عالم كرة القدم.نت (الإنجليزية)